# Eresia erysice
Espèce
Eresia erysice est une espèce de papillons de la famille des Nymphalidae, de la sous-famille des Nymphalinae et du genre Eresia.

## Dénomination
L'espèce Eresia erysice a été décrite par Carl Geyer en 1832 sous le protonyme de Papilio erysice.
Synonyme : Phyciodes erysice Kirby, 1871.

### Sous-espèces
- Eresia erysice erysice ; présent au Brésil.
- Eresia erysice etesiae (Hall, 1929) ; en Guyane et dans le Nord du Brésil[1].

## Description
Eresia erysice est un papillon  aux ailes antérieures arrondies et allongées au dessus orange cuivré, bordé et orné de noir laissant aux antérieures une partie basale orange cuivrée puis des taches plus claires et une ligne submarginale de petites taches claires ; Les ailes postérieures ont une bordure noire ponctuée de tirets blancs, une bande noire et une bande noire basale
Le revers est plus clair avec la même ornementation.

## Écologie et distribution
Eresia erysice est présent en Guyane et au Brésil.

### Protection
Pas de statut de protection particulier.